# Jardín Shazdeh
El Jardín Shazdeh (persa: باغ شازده), que significa Jardín del Príncipe, es un histórico jardín persa ubicado cerca (a 6 km) de Mahan en la provincia de Kermán, en Irán.
El jardín mide 5,5 hectáreas, tiene forma rectangular (400 metros de largo y 120 de ancho) y está rodeado por un muro que lo separa del desierto. Está formado por una estructura de entrada con puerta en su extremo inferior y un edificio residencial de dos plantas en el extremo superior. El espacio entre los dos extremos está decorado con fuentes de agua que funcionan gracias a la inclinación natural del suelo, además de diferentes especies de árboles que aprovechan el agua que baja de nivel en nivel y que es devuelta al nivel superior desde el estanque situado al final. El jardín es un gran ejemplo de como los jardines persas sacan partido de las mejores condiciones de un lugar y de su clima.

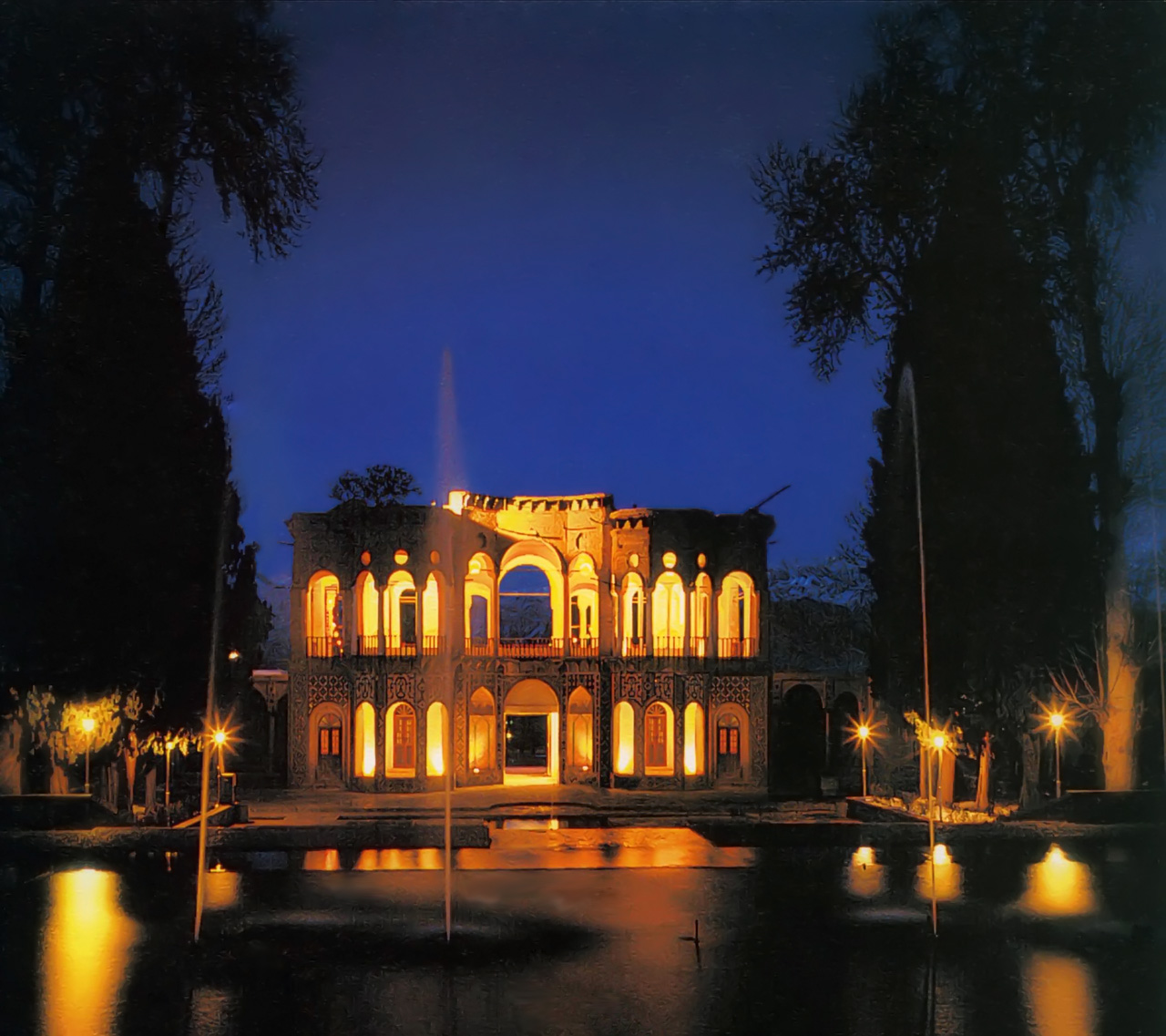
Jardín Shazdeh por la noche.

Abdolhamid Mirza Naserodollehand construyó el jardín a lo largo de sus once años de gobierno durante la dinastía kayar pero no llegó a finalizar debido a la muerte de Abdolhamid Mirza a principios de la década de 1890. Los edificios fueron renovados por completo en 1991 para la celebración de la ceremonia de conmemoración de Khaju Kermani. El complejo sufrió daños durante el terremoto de Bam de 2003-2004 pero a pesar de ello el 27 de junio de 2011 éste y otros jardines representativos fueron inscritos en la lista de Patrimonio de la Humanidad bajo la denominación común de El jardín persa.